# Syderyt
Syderyt – minerał z gromady węglanów, pospolity i szeroko rozpowszechniony.
Nazwa tego minerału pochodzi od gr. σίδηρος, sídēros ‘żelazo’, gdyż głównym jego składnikiem jest ten właśnie pierwiastek. Pierwotna nazwa – sferosyderyt (J.F.L. Hausmann, 1813), skrócona została następnie do syderytu.

## Właściwości
Tworzy kryształy o pokroju izometrycznym, tabliczkowym i słupkowym. Zazwyczaj przyjmuje postać romboedrów i skalenoedrów. Niekiedy występują zbliźniaczenia. Występuje też w skupieniach ziemistych, zbitych, ziarnistych, nerkowatych, kulistych. Tworzy naskorupienia i żyły. Jest izostrukturalny z kalcytem, magnezytem i rodochrozytem.

## Występowanie
Jest częstym składnikiem żył kruszcowych. Powszechnie tworzy się w wodnym, beztlenowym środowisku. Krystalizuje w środowiskach redukcyjnych w niskich temperaturach. Osadza się także na szelfach kontynentalnych. Powstaje w jeziorach klimatu umiarkowanego. Występuje także w skałach osadowych. Towarzyszą mu najczęściej chalkopiryt, tetraedryt, piryt, hematyt, ankeryt, kalcyt, baryt i kwarc.
Miejsca występowania: Australia – Brooken Hill, Nowa Południowa Walia, Austria – Eisenerz, Erzberg, Karyntia, Niemcy – Nadrenia, Harz, Schwarzwald, Las Turynski, Wielka Brytania – Kornwalia, Hiszpania – Somorrosto, Bilbao, Rosja – Ural, Zabajkale, USA.

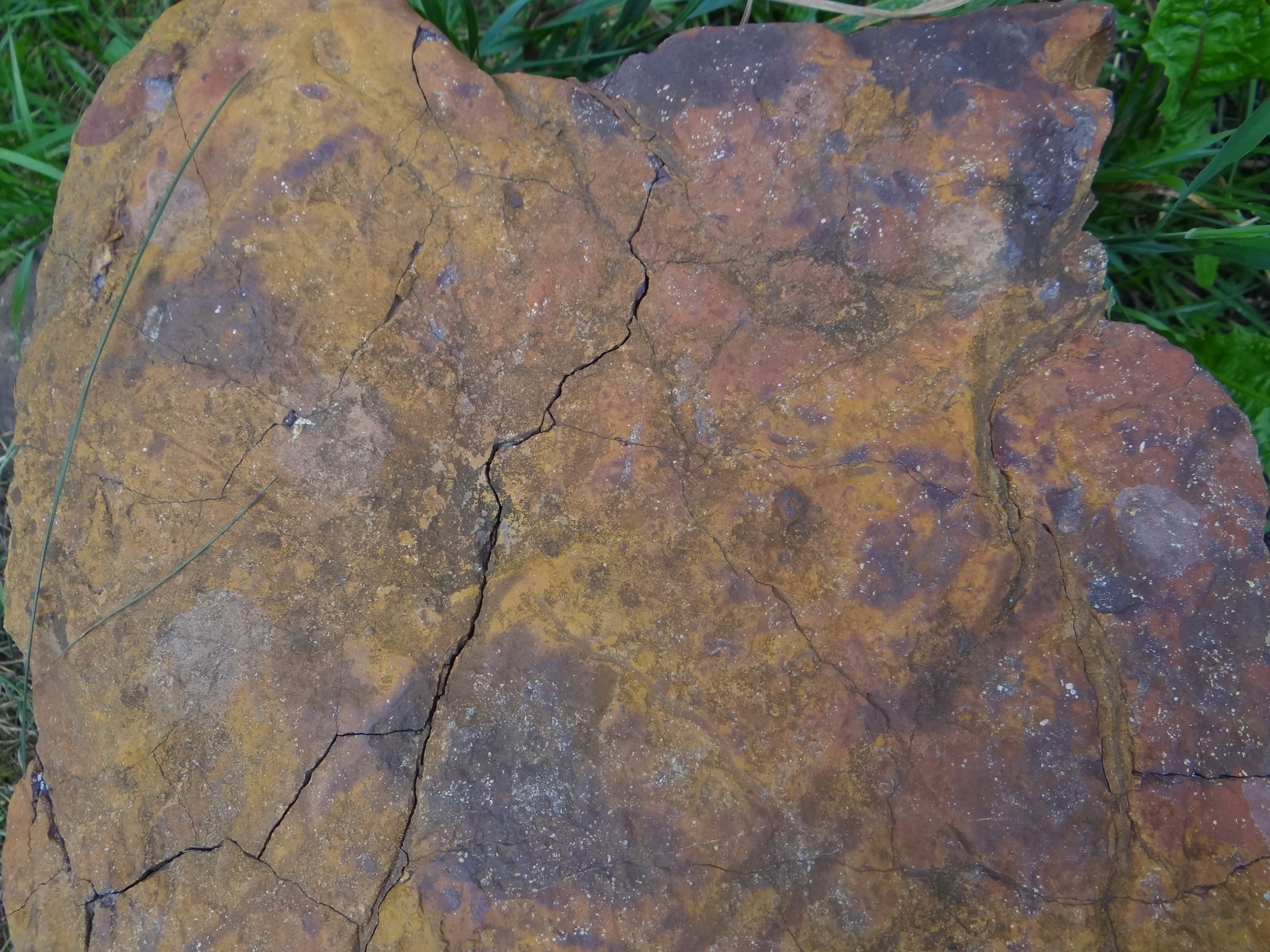
Konkrecje syderytowe w mułowcu z wyrobiska cegielni w Częstochowie

W Polsce – w rejonie Łęczycy, Częstochowy, Kłobucka (Częstochowski Obszar Rudonośny), Wielunia, w Górach Świętokrzyskich, na fliszu karpackim.

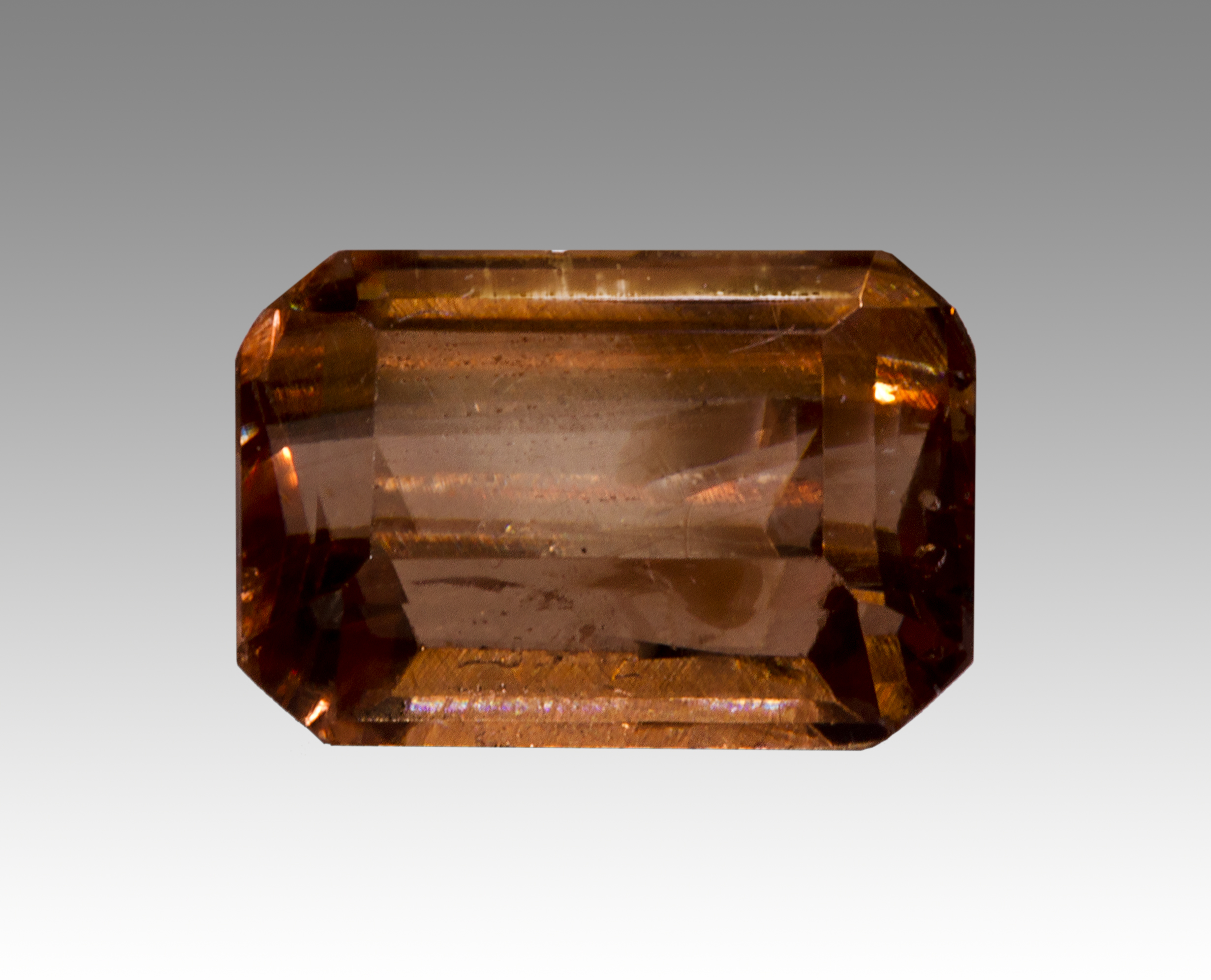
Oszlifowany syderyt z Minas Gerais

## Zastosowanie
Wykorzystywany głównie jako ruda żelaza (zawiera 47,98% Fe), czasami jako kamień jubilerski.